# Joran Pot
Joran Pot (Heino, 20 januari 1989) is een Nederlands voormalig profvoetballer. Sinds 2022 is hij hoofdtrainer van de FC Twente Vrouwen. Hiervoor was hij vier seizoenen lang assistent-trainer en drie seizoenen hoofdtrainer bij PEC Zwolle.

## Carrière

### Jeugd
Pot begon zijn carrière als voetballer bij VV Heino, alwaar hij door FC Twente werd gescout. Vanaf de C-junioren doorliep hij de jeugd met als hoogtepunt het landskampioenschap bij de A-junioren in 2007, waarbij hij als aanvoerder de schaal van Henk Kesler in ontvangst mocht nemen. Een paar maanden later won hij ook de Super Cup. Eerder werd hij in 2006 bij de B-junioren uitgeroepen tot beste speler van de competitie. In het seizoen 2007/08 kreeg Pot ook speeltijd onder Cees Lok bij Jong FC Twente, dat dat jaar landskampioen werd. In seizoen 2008/09 maakte hij vanaf het begin deel uit van het beloftenteam, maar wist niet door te breken tot het eerste elftal.

### RBC Roosendaal
RBC Roosendaal besloot in juni 2009 het nog één jaar doorlopende contract van Pot af te kopen bij Twente en legde hem voor twee jaar vast, met een eenzijdige optie voor nog een extra jaar. Bij RBC kreeg hij te maken met trainer Rini Coolen, die ook bij Twente werkzaam was geweest.

## Erelijst

### In clubverband
- Landskampioen A-junioren: 2007
- Super Cup A-junioren: 2007
- Landskampioen beloften: 2008
- Otten Cup: 2008

### Individueel
- Beste speler B-junioren: 2006

## Statistieken
| Seizoen | Club            | Land      | Competitie     | Wed. | Goals |
| ------- | --------------- | --------- | -------------- | ---- | ----- |
| 2009/10 | RBC Roosendaal  | Nederland | Eerste divisie | 16   | 0     |
| 2010/11 | FC Zwolle       | Nederland | Eerste divisie | 18   | 0     |
| 2011/12 | FC Zwolle       | Nederland | Eerste divisie | 26   | 0     |
| 2012/13 | Go Ahead Eagles | Nederland | Eerste divisie | 13   | 0     |
| 2013/14 | Go Ahead Eagles | Nederland | Eredivisie     | 2    | 0     |
| Totaal  | Totaal          | Totaal    | Totaal         | 75   | 0     |

## Erelijst
| Nationaal               |    |         |
| Kampioen Eerste Divisie | 1x | 2011/12 |